# Phalaenopsis cornu-cervi
Phalaenopsis cornu-cervi – gatunek rośliny z rodziny storczykowatych (Orchidaceae). Występuje w Bangladeszu, na Półwyspie Indochińskim, Sumatrze, Jawie, Borneo i na Filipinach. Kwitnie przez cały rok, najintensywniej od kwietnia do października.

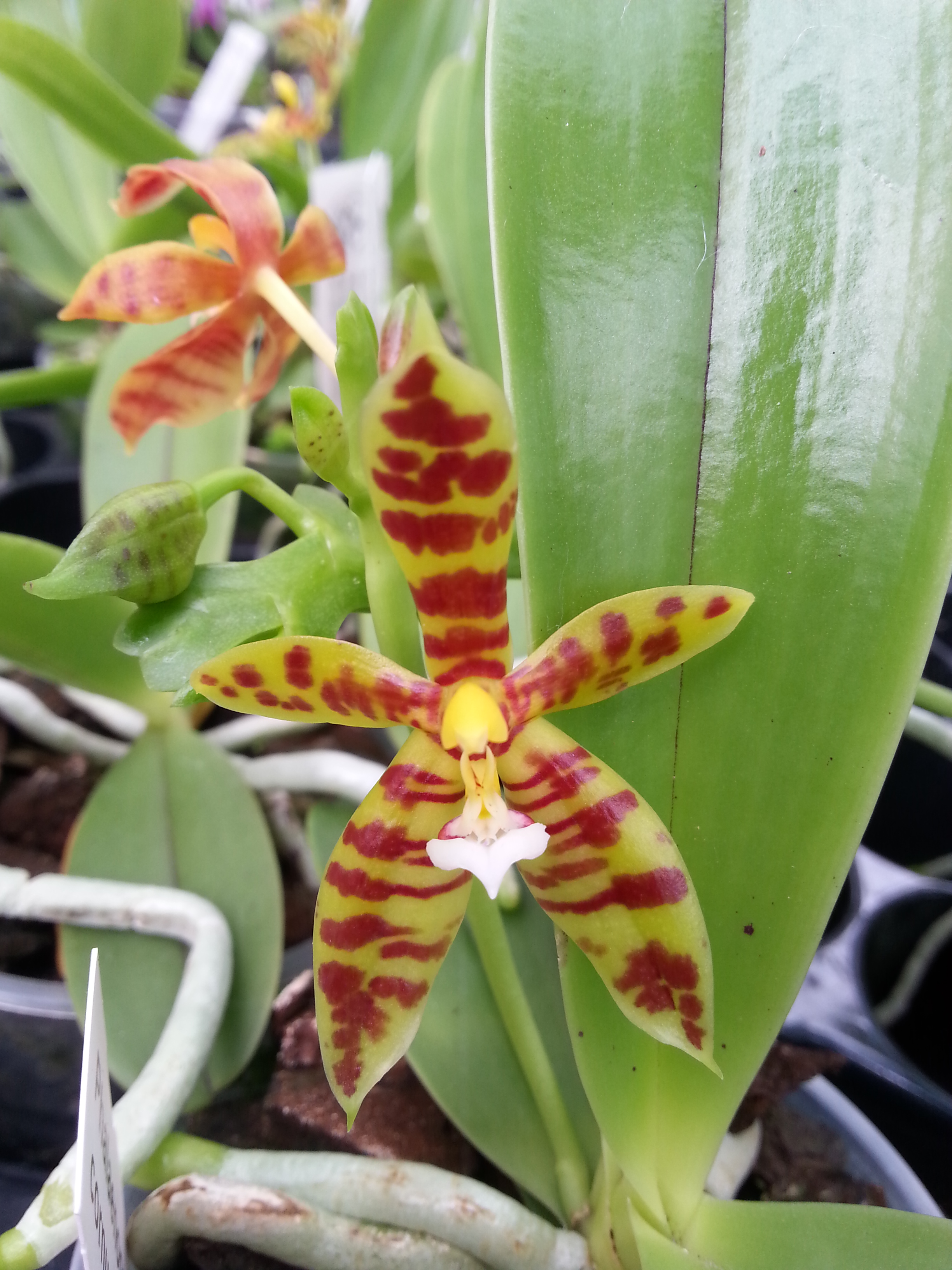

## Morfologia
Roślina o liściach twardych, gruboszowatych, zielonych i o długości do ok. 30 cm. Kwiatostan składający się z wielu kwiatów osiąga do 20 cm wysokości. Kwiaty o średnicy do 2 cm o działkach zielonkawożółtych z brązowymi prążkami, warżka jest białawożółta. Wszystkie listki okwiatu podobnej wielkości.

## Systematyka
Gatunek klasyfikowany do podrodzaju Polychilos i sekcji Polychilos.

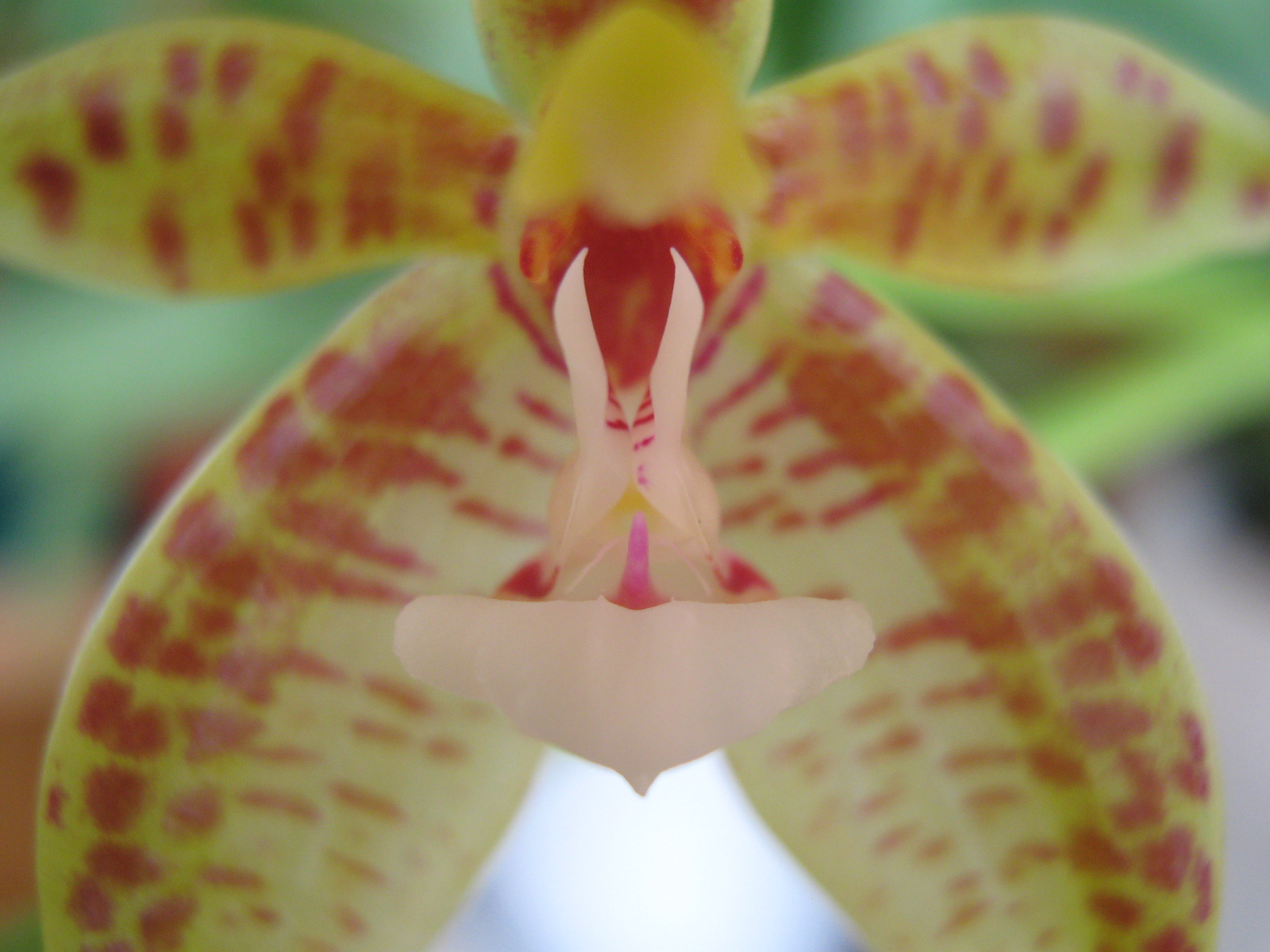
Warżka
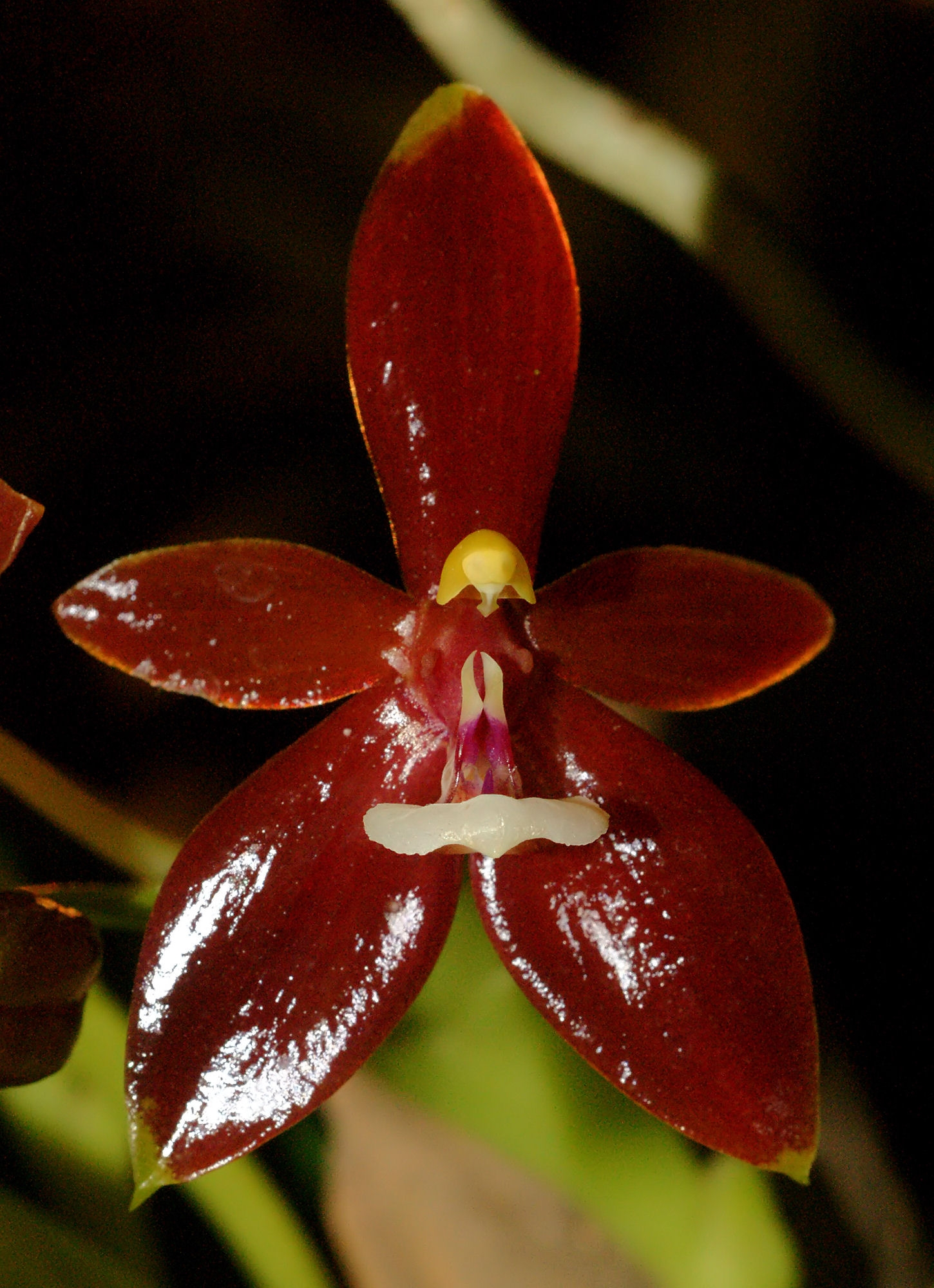
Odmiana thalebanii
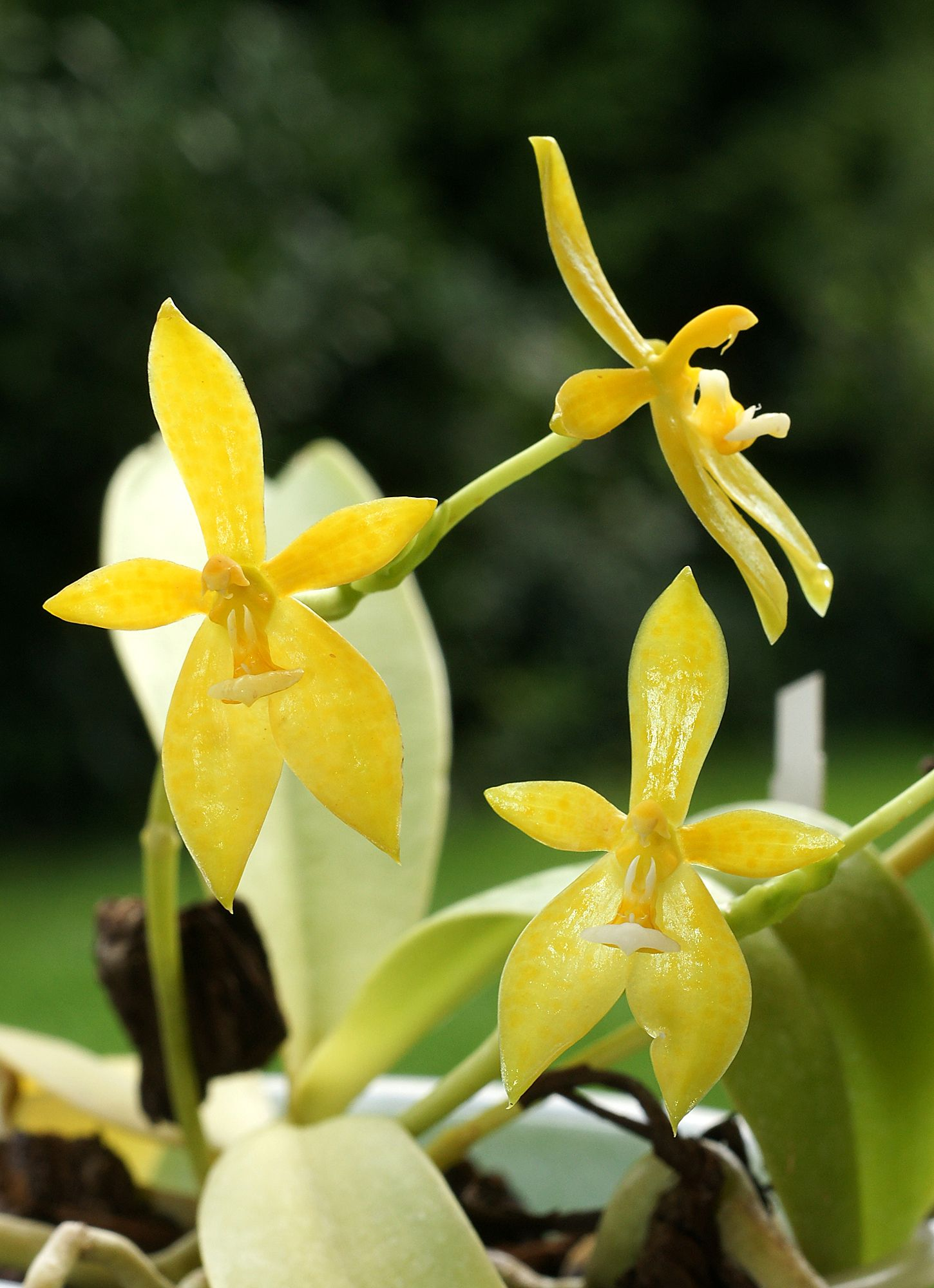
Odmiana flava

## Zastosowanie
Gatunek wykorzystywany jest w hodowli roślin do uzyskiwania mieszańcowych odmian uprawnych z rodzaju falenopsis o kwiatach żółtych.